# Digne Meller Marcovicz
Digne Meller Marcovicz (gebürtig Digne Bontjes van Beek; * 17. Oktober 1934 in Berlin; † 21. Mai 2014 ebenda) war eine deutsche Fotoreporterin, Filmemacherin, Journalistin und Buchautorin. Sie gilt als eine der wichtigsten Foto-Porträtistinnen von deutschen Kulturgrößen der 1960er bis 1980er Jahre.

## Leben
Digne Meller Marcoviczs Eltern waren der Keramiker Jan Bontjes van Beek und seine zweite Ehefrau, die Innenarchitektin Rahel-Maria Bontjes van Beek, geborene Weisbach.  Ihre Eltern heirateten 1933.
Sie wuchs in ihrer Geburtsstadt auf und besuchte dort die Schule. Die Kindheit verbrachte sie zeitweise auch mit ihren älteren Halbschwestern Cato und Mietje.
Die wirtschaftlichen Verhältnisse der Familie waren schwierig, da 1935 die „Nürnberger Gesetze“ ein Berufsverbot für die Mutter zur Folge hatten. Ihr Vater und ihre Schwester Cato Bontjes van Beek wurden 1942 in Berlin wegen der Verbindung zu einer Gruppe der Roten Kapelle verhaftet. Während ihr Vater nach dreimonatiger Haft freikam, wurde Cato Bontjes van Beek in Plötzensee hingerichtet.
Meller Marcovicz studierte in München Fotografie. Sie arbeitete als freiberufliche Fotoreporterin und Journalistin seit 1961 für deutsche Presseorgane und Verlage. Von 1964 bis 1985 war sie „feste freie“ Foto-Journalistin beim Nachrichtenmagazin Der Spiegel.
Durch ihre Arbeit als Fotojournalistin lernte Meller Marcovicz zahlreiche prominente Persönlichkeiten kennen. Eine besondere Freundschaft verband sie mit dem Fotografen Herbert Tobias und dem Filmemacher Werner Schroeter, für den sie u. a. bei Palermo oder Wolfsburg sowie bei weiteren seiner Filmproduktionen als Standfotografin tätig war. Marcovicz war auch mit dem Schriftsteller und Regisseur Einar Schleef bekannt, in dessen Tagebuch 1977–1980 zahlreiche Begegnungen der beiden detailliert beschrieben sind.
Meller Marcovicz lebte und arbeitete von 1987 bis 2002 in Italien. Zwischendurch hielt sie sich aber immer wieder in Berlin auf, wo sie 1995 kurzzeitig an der Deutschen Film- und Fernsehakademie Berlin unterrichtete – sie bot angehenden Filmemachern einen Kurs über Standfotografie an.
2002 zog sie wieder nach Berlin. Sie war zweimal verheiratet – in erster Ehe mit dem Werbefachmann und Kunstsammler Pali Meller Marcovicz, in zweiter Ehe mit dem Chirurgen Istvàn Klempa – und wurde Mutter dreier Kinder. Die Tochter Gioia Meller Marcovicz ist in Italien Möbeldesignerin.
2008 wurde Marcovicz für das Buch Massel – Letzte Zeugen mit dem Gustav-Heinemann-Friedenspreis für Kinder- und Jugendbücher ausgezeichnet. Die Preisverleihung fand am 1. September in Essen statt.
Seit dem 30. Juni 2009 war Marcovicz Patin der Paul-Löbe-Schule in Berlin im Projekt Schule ohne Rassismus – Schule mit Courage.
Der Filmhistoriker Wolfgang Jacobsen suchte mit ihr gemeinsam aus ihrem Foto-Archiv rund hundert Schwarzweiß-Fotografien aus 50 Jahren, die 2012 in dem Foto-Band Der ewige Augenblick herauskamen. Vor allem Filmkünstler und Schriftsteller wie beispielsweise Volker Schlöndorff, Hanna Schygulla, Klaus Kinski, Margarethe von Trotta, Thomas Bernhard, Uwe Johnson sind darin porträtiert. Diese Werkschau zeigt die Fotografin als jemand, die keine Posen und Selbstinszenierungen zuließ, sondern authentische, unprätentiöse „bildnerische Wahrheit“ anstrebte.
Meller Marcovicz starb im Mai 2014 im Alter von 79 Jahren in Berlin-Pankow; ihre Grabstätte befindet sich auf dem Waldfriedhof Zehlendorf in Berlin-Nikolassee.

## Filmografie
- Gott weiss, wo Gott wohnt, Kinodokumentarfilm, Deutschland 2003, Regie, Buch, Kamera: Digne Meller Marcovicz, Produzent: Bontjes van Beek Prod.
- Stalinallee (SPIEGEL TV), 1993
- RIGOCCIOLI – Una strada per il ritorno, Bontjes van Beek Prod., Italia, 1992
- Wilhelm Reich – VIVA – Little MAN, Bontjes van Beek Prod., 1987
- Natur im Schulhof, produziert und gesendet vom WDR, 1985
- Ferdi gegen Frankfurt, produziert und gesendet vom HR, 1983
- Praktisch bildbar, Dokumentarfilm, Deutschland 1982, Regie, Buch, Kamera: Digne Meller Marcovicz, Erstaufführung: 18. März 1982 ZDF

sowie von 1994 bis 2004 zahlreiche Filme für dctp, die in Zusammenarbeit mit Alexander Kluge entstanden.

## Bücher (Auswahl)
- Der ewige Augenblick – Filmkünstler und Schriftsteller im Bild. Hrsg. von Wolfgang Jacobsen. edition text + kritik, München 2012. 110 S.
- „Töpfe, Menschen, Leben.“ Berichte über das Leben von Jan Bontjes van Beek. Hentrich & Hentrich, Berlin 2011
- Massel. Letzte Zeugen. 2007
- To the people … Sprechen über Blinky Palermo. 2003
- Die Lebendigen und die Toten. 1992
- Wilhelm Reich. VIVA KLEINER MANN. Das Buch zum Film. 1987
- Martin Heidegger. Photos 23. September 1966 / 17. + 18. Juni 1968. Fey Verlag, Stuttgart 1978, ISBN 3-88361-102-6.